# 特克 (加利福尼亞州)
特克（英語：Turk）是位於美國加利福尼亞州弗雷斯諾縣的一個非建制地區。該地的面積和人口皆未知。

## 地理
特克的座標為36°10′16″N 120°13′20″W / 36.17111°N 120.22222°W，而該地的平均海拔高度為153米（即502英尺）。